# Saison 2023 des Dragons catalans
La saison 2023 des Dragons catalans, franchise française de rugby à XIII en Super League, constitue leur dix-huitième participation à cette ligue. L'entraîneur anglais Steve McNamara, arrivé le 10 juin 2017, effectue sa septième saison au club. Benjamin Garcia conserve son rôle de capitaine des Dragons obtenu en 2021.

## Déroulement de la saison

### Transferts
| Nom                | Poste  | Transfert       | Provenance/Destination     | Division                |
| ------------------ | ------ | --------------- | -------------------------- | ----------------------- |
| Arrivées           |        |                 |                            |                         |
| Sio Siua Taukeiaho |        | Transfert libre | Sydney Roosters            | National Rugby League   |
| Tom Johnstone      | Ailier | Transfert libre | Wakefield Trinity Wildcats | Super League            |
| Manu Ma'u          |        | Transfert libre | Hull FC                    | Super League            |
| Romain Navarrete   |        | Transfert libre | Hull FC                    | Toulouse olympique XIII |
| Départs            |        |                 |                            |                         |
| Gil Dudson         |        | Transfert libre | Warrington Wolves          | Super League            |
| Sam Kasiano        |        | Transfert libre | Warrington Wolves          | Super League            |
| Mathieu Cozza      |        | Transfert libre | Featherstone Rovers        | Championship            |
| Benjamin Jullien   |        | Transfert libre | Pia XIII                   | Championnat de France   |
| Dean Whare         |        | Transfert libre | Pia XIII                   | Championnat de France   |
| Samisoni Langi     |        | Transfert libre | Wakefield Trinity Wildcats | Super League            |
| Dylan Napa         |        | Libéré          |                            |                         |

## Résultats
| Légende | Légende  |
| ------- | -------- |
|         | Victoire |
|         | Nul      |
|         | Défaite  |

### Saison régulière 2023 de Super League
| Date       | Compétition  | Journée | Equipe            | D/E | Stade                    | Résultat | Score | Essais                                                              | Buts                      | Spect. |
| ---------- | ------------ | ------- | ----------------- | --- | ------------------------ | -------- | ----- | ------------------------------------------------------------------- | ------------------------- | ------ |
| 04/02/2023 | Amical       | -       | Sélection Elite 1 | D   | Stade Gilbert-Brutus     | Victoire | 32-4  | Rougé, Johnstone (2), Navarrete, Ma'u, Zenon                        | Mourgue (4)               |        |
| 17/02/2023 | Super League | 1       | Wakefield         | E   | Belle Vue                | Victoire | 38-24 | Rougé, Davies (2), Johnstone (3), Laguerre                          | Keighran (5)              | 4 076  |
| 25/02/2023 | Super League | 2       | Leigh             | D   | Stade Gilbert-Brutus     | Victoire | 14-6  | Goudemand, Johnstone                                                | Mourgue (3)               | 7 862  |
| 03/03/2023 | Super League | 3       | Hull FC           | D   | Stade Gilbert-Brutus     | Victoire | 38-6  | Garcia, Keighran, Taukeiaho, Goudemand, Séguier, Johnstone          | Keighran (7)              | 6 933  |
| 09/03/2023 | Super League | 4       | Wigan             | E   | DW Stadium               | Victoire | 18-10 | Ma'u, Romano                                                        | Keighran (3)              | 11 451 |
| 18/03/2023 | Super League | 5       | Hull KR           | D   | Stade Gilbert-Brutus     | Victoire | 38-6  | Bousquet, Johnstone (3), Davies                                     | Keighran (1), Mourgue (2) | 7 682  |
| 25/03/2023 | Super League | 6       | Leeds             | E   | Headingley Rugby Stadium | Défaite  | 22-32 | Davies, Keighran, Pearce, Séguier                                   | Keighran (3)              | 14 321 |
| 01/04/2023 | Super League | 7       | Castleford        | D   | Stade Gilbert-Brutus     | Victoire | 22-18 | McMeeken, Séguier, Mourgue, Johnstone                               | Keighran (2), Mourgue (1) | 8 109  |
| 08/04/2023 | Super League | 8       | Warrington        | D   | Stade Gilbert-Brutus     | Défaite  | 14-20 | Romano, McMeeken                                                    | Keighran (1)              | 10 786 |
| 14/04/2023 | Super League | 9       | Huddersfield      | E   | John Smith's Stadium     | Défaite  | 14-26 | Johnstone, Laguerre                                                 | Keighran (3)              |        |
| 23/04/2023 | Super League | 10      | Salford           | E   |                          | Défaite  | 14-16 | Keighran, Séguier, Johnstone                                        | Keighran (1)              |        |
| 05/05/2023 | Super League | 11      | St Helens         | D   | Stade Gilbert-Brutus     | Victoire | 24-12 | Davies (2), Ikuvalu, Mourgue                                        | Keighran (4)              |        |
| 12/05/2023 | Super League | 12      | Castleford        | E   |                          | Victoire | 24-12 | Dezaria, Tomkins, Whitley, Garcia, Keighran (2), Johnstone, Ikuvalu | Keighran (5), Mourgue (2) |        |
| 26/05/2023 | Super League | 13      | Wakefield         | D   | Stade Gilbert-Brutus     | Victoire | 36-6  | Zenon, Mourgue, Johnstone (2), McMeeken, Rougé                      | Mourgue (6)               |        |
| 03/06/2023 | Super League | MW      | Wigan             | N   |                          | Victoire | 46-22 | Johnstone (3), Romano, Whitley (2), Mourgue, Tomkins                | Mourgue (7)               |        |
| 10/06/2023 | Super League | 15      | Hull KR           | D   | Stade Gilbert-Brutus     | Victoire | 38-4  | Mourgue, Johnstone, McMeeken, Whitley (2), May                      | Mourgue (6), Keighran (1) |        |
| 24/06/2023 | Super League | 16      | Leigh             | D   | Stade Gilbert-Brutus     | Victoire | 38-30 | Johnstone (2), Garcia (2), Romano, Mourgue                          | Mourgue (7)               |        |
| 01/07/2023 | Super League | 17      | Hull FC           | E   |                          | Victoire | 28-18 | Davies (2), Johnstone, Bousquet, Romano                             | Mourgue (4)               |        |
| 08/07/2023 | Super League | 18      | Huddersfield      | D   | Stade Gilbert-Brutus     | Défaite  | 14-22 | Davies (2)                                                          | Mourgue (3)               |        |
| 13/07/2023 | Super League | 19      | St Helens         | E   |                          | Victoire | 14-12 | Ikuvalu, Johnstone                                                  | Keighran (3)              |        |
| 29/07/2023 | Super League | 20      | Salford           | D   | Stade Gilbert-Brutus     | Victoire | 42-0  | Tomkins, Chan, Johnstone (2), May, Keighran (2)                     | Tomkins (3), Keighran (4) |        |
| 04/08/2023 | Super League | 21      | Warrington        | E   |                          | Victoire | 14-12 | Ikuvalu, Whitley, Pearce, Davies, Keighran                          | Keighran (5)              |        |
| 19/08/2023 | Super League | 22      | Leigh             | E   |                          | Victoire | 30-14 | Ma'u, May, Davies, Séguier, Pearce                                  | Keighran (5)              |        |
| 26/08/2023 | Super League | 23      | Wigan             | D   | Stade Gilbert-Brutus     | Défaite  | 0-34  |                                                                     |                           |        |
| 01/09/2023 | Super League | 24      | Hull KR           | E   |                          | Défaite  | 18-26 | Yaha, Navarrete, Garcia                                             | Keighran (3)              |        |
| 08/09/2023 | Super League | 25      | Wakefield         | E   |                          |          |       |                                                                     |                           |        |
| 16/09/2023 | Super League | 26      | Leeds             | D   | Stade Gilbert-Brutus     |          |       |                                                                     |                           |        |
| 22/09/2023 | Super League | 27      | Salford           | E   |                          |          |       |                                                                     |                           |        |

## Statistiques
Le tableau suivant résume les statistiques des joueurs des Dragons Catalans en Super League et Challenge Cup pour la saison 2023.
| Numéro | Nom                 | Super League | Super League | Super League | Super League | Super League | Challenge Cup | Challenge Cup | Challenge Cup | Challenge Cup | Challenge Cup |
| Numéro | Nom                 | M.J.         | Pts          | E            | B            | D            | M.J.          | Pts           | E             | B             | D             |
| ------ | ------------------- | ------------ | ------------ | ------------ | ------------ | ------------ | ------------- | ------------- | ------------- | ------------- | ------------- |
| 1      | Arthur Mourgue      | -            | -            | -            | -            | -            | -             | -             | -             | -             | -             |
| 2      | Thomas Davies       | -            | -            | -            | -            | -            | -             | -             | -             | -             | -             |
| 3      | Adam Keighran       | -            | -            | -            | -            | -            | -             | -             | -             | -             | -             |
| 4      | Matthieu Laguerre   | -            | -            | -            | -            | -            | -             | -             | -             | -             | -             |
| 5      | Fouad Yaha          | -            | -            | -            | -            | -            | -             | -             | -             | -             | -             |
| 6      | Tyrone May          | -            | -            | -            | -            | -            | -             | -             | -             | -             | -             |
| 7      | Mitchell Pearce     | -            | -            | -            | -            | -            | -             | -             | -             | -             | -             |
| 8      | Mike McMeeken       | -            | -            | -            | -            | -            | -             | -             | -             | -             | -             |
| 9      | Michael McIlorum    | -            | -            | -            | -            | -            | -             | -             | -             | -             | -             |
| 10     | Julian Bousquet     | -            | -            | -            | -            | -            | -             | -             | -             | -             | -             |
| 11     | Matthew Whitley     | -            | -            | -            | -            | -            | -             | -             | -             | -             | -             |
| 12     | Paul Séguier        | -            | -            | -            | -            | -            | -             | -             | -             | -             | -             |
| 13     | Benjamin Garcia (c) | -            | -            | -            | -            | -            | -             | -             | -             | -             | -             |
| 14     | Alrix Da Costa      | -            | -            | -            | -            | -            | -             | -             | -             | -             | -             |
| 15     | Mickaël Goudemand   | -            | -            | -            | -            | -            | -             | -             | -             | -             | -             |
| 16     | Romain Navarrete    | -            | -            | -            | -            | -            | -             | -             | -             | -             | -             |
| 17     | César Rougé         | -            | -            | -            | -            | -            | -             | -             | -             | -             | -             |
| 18     | Tiaki Chan          | -            | -            | -            | -            | -            | -             | -             | -             | -             | -             |
| 19     | Arthur Romano       | -            | -            | -            | -            | -            | -             | -             | -             | -             | -             |
| 20     | Sio Siua Taukeiaho  | -            | -            | -            | -            | -            | -             | -             | -             | -             | -             |
| 21     | Corentin Le Cam     | -            | -            | -            | -            | -            | -             | -             | -             | -             | -             |
| 22     | Sio Siua Taukeiaho  | -            | -            | -            | -            | -            | -             | -             | -             | -             | -             |
| 23     | Jordan Dezaria      | -            | -            | -            | -            | -            | -             | -             | -             | -             | -             |
| 24     | Tom Johnstone       | -            | -            | -            | -            | -            | -             | -             | -             | -             | -             |
| 25     | Bastien Scimone     | -            | -            | -            | -            | -            | -             | -             | -             | -             | -             |
| 26     | Manu Ma'u           | -            | -            | -            | -            | -            | -             | -             | -             | -             | -             |
| 27     | Léo Laurent         | -            | -            | -            | -            | -            | -             | -             | -             | -             | -             |
| 28     | Ugo Tison           | -            | -            | -            | -            | -            | -             | -             | -             | -             | -             |
| 29     | Sam Tomkins         | -            | -            | -            | -            | -            | -             | -             | -             | -             | -             |
| 30     | Loan Castano        | -            | -            | -            | -            | -            | -             | -             | -             | -             | -             |
| 31     | Tanguy Zenon        | -            | -            | -            | -            | -            | -             | -             | -             | -             | -             |
| 32     | Mike Parenti        | -            | -            | -            | -            | -            | -             | -             | -             | -             | -             |

## Classement et phase finale de la Super League

### Classement
| Rang | Franchise           | J | V | N | D | Pm  | Pe  | Diff | Pts |
| ---- | ------------------- | - | - | - | - | --- | --- | ---- | --- |
| 1    | Warrington Wolves   | 5 | 5 | 0 | 0 | 160 | 76  | +84  | 10  |
| 2    | Dragons catalans    | 5 | 5 | 0 | 0 | 134 | 58  | +76  | 10  |
| 3    | Wigan Warriors      | 5 | 3 | 0 | 2 | 138 | 57  | +81  | 8   |
| 4    | Huddersfield Giants | 4 | 2 | 0 | 2 | 72  | 46  | +26  | 4   |
| 5    | Salford City Reds   | 4 | 2 | 0 | 2 | 110 | 84  | +26  | 4   |
| 6    | St Helens RLFC      | 4 | 2 | 0 | 2 | 80  | 63  | +17  | 4   |
| 7    | Hull KR             | 5 | 2 | 0 | 3 | 98  | 102 | -4   | 4   |
| 8    | Leeds Rhinos        | 5 | 2 | 0 | 3 | 87  | 102 | -15  | 4   |
| 9    | Leigh Centurions    | 5 | 2 | 0 | 3 | 86  | 109 | -23  | 4   |
| 10   | Hull FC             | 5 | 2 | 0 | 3 | 86  | 166 | -80  | 4   |
| 11   | Castleford Tigers   | 5 | 1 | 0 | 4 | 56  | 136 | -80  | 2   |
| 12   | Wakefield Wildcats  | 4 | 0 | 0 | 4 | 24  | 132 | -108 | 0   |

|  | Champion de la saison régulière et qualifié pour les demi-finales. |
|  | Qualifié pour les demi-finales                                     |
|  | Qualifié pour la phase finale                                      |
|  | Relégué en Championship.                                           |

Attribution des points : deux points sont attribués pour une victoire, un point pour un match nul, aucun point en cas de défaite.

## Couverture médiatique
Sky Sports retransmet les matchs disputés à l'extérieur sur le sol britannique. Pour la Challenge Cup, les diffusions sont assurées par la BBC. En France, après plusieurs années de retransmission, la chaîne de télévision BeIN Sport ne renouvelle pas le contrat. Les Dragons bénéficient alors de retransmissions épisodiques sur la La chaîne L'Équipe.
Dans la presse, les résultats et rapports des matchs sont diffusés dans des quotidiens tels que L'Équipe (épisodiquement) ou L'Indépendant (systématiquement) en France. Le quotidien Midi Libre, édition Perpignan uniquement, s'intéressant parfois à la vie du club. Midi Olympique suit également les catalans dans la demi-page « Treize Actualité », qu'il consacre au rugby à XIII dans son édition « rouge », mais pas de manière continue. Cependant la victoire des Dragons catalans contre Wigan à Barcelone est relatée par la presse nationale (journal l’Équipe) et exceptionnellement par Midi Libre dans son édition « Sports  » régionale.
Au Royaume-Uni, l'hebdomadaire Rugby Leaguer & League Express suit de manière régulière et détaillée les Dragons, non seulement en tant qu'équipe de la Superleague, mais aussi en tant que club français. La revue a en effet des journalistes ou des éditorialistes spécialisés en rugby à XIII Français (Steve Brady et Pierre Carcau). Cependant, les articles ne sont rédigés qu'en anglais, puisqu'ils sont destinés à un lectorat britannique. À la marge d'autres magazines britanniques comme « Forty-20 » devraient également relater les matchs du club ainsi que le magazine australien Rugby League Review. 